# 韓山童
韓 山童（かん さんどう、生年不詳 - 1351年）は、元末の群雄の一人。真定府欒城県の出身。反体制組織である白蓮教（明教）を組織した。これは広く農民に広まることとなり、勢力を拡大させた。紅巾の乱の引き金となった人物である。

## 生涯
1351年、韓山童は片目の石人像をつくって、黄河堤防に埋めていた。そして、「石人一隻眼、黄河を挑動して天下叛す」といった。何も知らない農民たちは黄河堤防で石像を見つけ、韓山童を信じた。韓山童は、北宋の徽宗皇帝の子孫を名乗り、蜂起を企てた。これが紅巾の乱の発端となった。しかし、ほどなくして捕まり誅殺された。
1355年に子の韓林児が小明王（皇帝）を称して、国号を宋とした。

## フィクション
小説『倚天屠龍記』では、明教の総司令官として活躍するも、部下であり実際に明朝を建てた朱元璋の謀略にかかり殺されたものとされる。